# دنیس کواید
دنیس ویلیام کواید (انگلیسی: Dennis William Quaid؛ زادهٔ ۹ آوریل ۱۹۵۴) بازیگر آمریکایی است.

## گزیده فیلم‌شناسی
- فصل برنده شدن ما (۱۹۷۸)
- گسستن (۱۹۷۹)
- سواران خستگی ناپذیر (۱۹۸۰)
- آجیل (فیلم) (۱۹۸۰)
- تمام طول شب (۱۹۸۱)
- راه‌راه (۱۹۸۱)
- آرواره‌ها ۳ (۱۹۸۳)
- مردان واقعی (۱۹۸۳)
- چشم‌انداز (۱۹۸۴)
- راحتی بزرگ (۱۹۸۷)
- فضای درون (۱۹۸۷)
- مظنون (۱۹۸۷)
- همه آمریکایی هستند (۱۹۸۸)
- دی.او.ای. (۱۹۸۸)
- گلوله‌های بزرگ آتش (۱۹۸۹)
- بیا بهشت را ببین (۱۹۹۰) Jack McGurn
- کارت‌پستال‌هایی از لبه پرتگاه (۱۹۹۰)
- گوشت و استخوان (۱۹۹۳)
- بلوز مخفی (۱۹۹۳)
- وایات ارپ (۱۹۹۴)
- چیزی برای گفتن (۱۹۹۵)
- اژدهادل (۱۹۹۶)
- پرپیچ و خم (۱۹۹۷)
- دام والدین (۱۹۹۸)
- نجات‌دهنده (۱۹۹۸)
- بازی با قلب (۱۹۹۸)
- هر یکشنبه کذایی (۱۹۹۹)
- فرکانس (۲۰۰۰)
- قاچاق (۲۰۰۰)
- دور از بهشت (۲۰۰۲)
- عمارت کلد کریک (۲۰۰۳)
- آلامو (۲۰۰۴)
- پس‌فردا (۲۰۰۴)
- یک جمع خوب (۲۰۰۴)
- پرواز فونیکس (۲۰۰۴)
- گارد ساحلی ایالات متحده آمریکا (۲۰۰۵)
- رؤیاهای آمریکایی (۲۰۰۶)
- نبرد برای ترا (۲۰۰۷)
- افراد باهوش (۲۰۰۸)
- نقطه برتری (۲۰۰۸)
- اسب‌سوار (۲۰۰۹)
- جی.آی. جو: ظهور کبرا (۲۰۰۹)
- پاندروم (۲۰۰۹)
- لژیون (۲۰۱۰)
- موج‌سوار معنوی (۲۰۱۱)
- آزاد (۲۰۱۱)
- وقتی حامله هستی باید منتظر چه چیزی باشی (۲۰۱۲)
- کلمات (۲۰۱۲)
- بازی برای یادگاری (۲۰۱۲)
- به هر قیمتی (۲۰۱۲)
- فیلم ۴۳ (۲۰۱۳)
- حقیقت (۲۰۱۵)
- هدف یک سگ (۲۰۱۷)
- متظاهران (۲۰۱۸)
- فقط می‌تونم تصورشو کنم (۲۰۱۸)
- کین (۲۰۱۸)
- مزاحم (۲۰۱۹)
- سفر یک سگ (۲۰۱۹)
- میدوی (۲۰۱۹)
- قهرمان مادرزاد (۲۰۲۱)
- معجزه آبی (۲۰۲۱)
- زیردست آمریکایی: داستان کورت وارنر (۲۰۲۱)
- ریگان (۲۰۲۴)
- باره‌تا (۱۹۷۷)
- بری مارو (۱۹۸۱)
- باب‌اسفنجی شلوارمکعبی (۲۰۰۹)
- خودمانی با ایمی شومر (۲۰۱۵)
- خانواده‌های دیوانه (۲۰۱۷)
- جالوت (۲۰۱۹)
- سوار بر بال و دعا (۲۰٢۳)
- ماده (۲۰٢۴)